# Mathis Bolly
Mathis Gazoa Kippersund Bolly (ur. 14 listopada 1990 w Oslo) – iworyjski piłkarz norweskiego pochodzenia występujący na pozycji pomocnika w niemieckim klubie SpVgg Greuther Fürth oraz w reprezentacji Wybrzeża Kości Słoniowej. Znalazł się w kadrze na Mistrzostwa Świata 2014.